# Железнодорожная Казарма 335 км
Железнодоро́жная Каза́рма 335 км, 335 км — упразднённый населённый пункт (тип: станция) в Алейском районе Алтайском крае России. Входил в состав Большепанюшевского сельсовета.

## География
Расположен в центральной части края, в лесостепной зоне, при остановочном пункте 335 км Западно-Сибирской железной дороги.
Климат
резко континентальный. Средняя температура января −17,6ºС, июля — + 20ºС. Годовое количество осадков — 440 мм.

## История
Посёлок возник благодаря строительству в 1910-х годах железнодорожной линии Барнаул — Семипалатинск Алтайской железной дороги.
Упразднён официально 7 октября 2010 г.

## Инфраструктура
Путевое хозяйство Западно-Сибирской железной дороги.
Все услуги жители остановочного пункта получали в райцентре — Алейске.

## Транспорт
Остановочный пункт 335 км.
В пешей доступности федеральная автомобильная трасса А322 Барнаул — Рубцовск — граница с Республикой Казахстан.